# Eparchia di Rajkot
L'eparchia di Rajkot (in latino Eparchia Rajkotensis) è una sede della Chiesa cattolica siro-malabarese in India suffraganea dell'arcidiocesi di Gandhinagar. Nel 2022 contava 13.900 battezzati su 18.703.000 abitanti. È retta dall'eparca José Chittooparambil, C.M.I.

## Territorio
L'eparchia comprende i distretti di Amreli, Bhavnagar, Botad (in parte), Jamnagar, Devbhumi Dwarka, Junagadh, Gir Somnath, Porbandar, Rajkot, Morbi, Surendranagar e Kutch nello stato del Gujarat, nella parte occidentale dell'India. Ha giurisdizione su tutti i fedeli cattolici, indipendentemente dal rito di appartenenza.
Sede eparchiale è la città di Rajkot, dove si trova la Cattedrale del Sacro Cuore, conosciuto come Prem Mandir (Tempio d'Amore).
Il territorio è suddiviso in 15 parrocchie.

## Storia
L'eparchia è stata eretta il 26 febbraio 1977 con la bolla De recta fidelium di papa Paolo VI, ricavandone il territorio dalla diocesi di Ahmedabad.
Originariamente suffraganea dell'arcidiocesi di Bombay, l'11 ottobre 2002 è entrata a far parte della provincia ecclesiastica dell'arcidiocesi di Gandhinagar.

## Cronotassi dei vescovi
Si omettono i periodi di sede vacante non superiori ai 2 anni o non storicamente accertati.
- Jonas Thaliath, C.M.I. † (26 febbraio 1977 - 7 novembre 1981 deceduto)
- Gregory Karotemprel, C.M.I. (22 gennaio 1983 - 16 luglio 2010 ritirato)
- José Chittooparambil, C.M.I., dal 16 luglio 2010

## Statistiche
L'eparchia nel 2022 su una popolazione di 18.703.000 persone contava 13.900 battezzati, corrispondenti allo 0,1% del totale.
| anno | popolazione | popolazione | popolazione | presbiteri | presbiteri | presbiteri | presbiteri                | diaconi | religiosi | religiosi | parrocchie |
| anno | battezzati  | totale      | %           | numero     | secolari   | regolari   | battezzati per presbitero | diaconi | uomini    | donne     | parrocchie |
| ---- | ----------- | ----------- | ----------- | ---------- | ---------- | ---------- | ------------------------- | ------- | --------- | --------- | ---------- |
| 1980 | 6.689       | 9.381.000   | 0,1         | 32         |            | 32         | 209                       |         | 34        | 45        | 10         |
| 1990 | 9.132       | 12.384.000  | 0,1         | 44         |            | 44         | 207                       |         | 95        | 204       | 40         |
| 1999 | 9.800       | 15.000.000  | 0,1         | 78         | 5          | 73         | 125                       |         | 125       | 290       | 47         |
| 2000 | 9.800       | 15.000.000  | 0,1         | 89         | 7          | 82         | 110                       |         | 125       | 305       | 47         |
| 2001 | 10.000      | 15.000.000  | 0,1         | 101        | 9          | 92         | 99                        |         | 140       | 317       | 47         |
| 2002 | 11.000      | 15.000.000  | 0,1         | 113        | 17         | 96         | 97                        |         | 153       | 330       | 46         |
| 2003 | 11.500      | 15.017.107  | 0,1         | 117        | 11         | 106        | 98                        |         | 157       | 352       | 46         |
| 2004 | 12.000      | 15.017.107  | 0,1         | 124        | 16         | 108        | 96                        |         | 152       | 390       | 12         |
| 2009 | 13.500      | 15.805.000  | 0,1         | 149        | 27         | 122        | 90                        |         | 157       | 449       | 14         |
| 2010 | 13.000      | 16.025.000  | 0,1         | 156        | 28         | 128        | 83                        |         | 168       | 457       | 14         |
| 2014 | 13.000      | 16.900.000  | 0,1         | 129        | 33         | 96         | 100                       |         | 123       | 502       | 14         |
| 2017 | 13.170      | 17.703.293  | 0,1         | 119        | 37         | 82         | 110                       |         | 103       | 470       | 14         |
| 2020 | 13.600      | 18.334.400  | 0,1         | 134        | 39         | 95         | 101                       |         | 114       | 499       | 14         |
| 2022 | 13.900      | 18.703.000  | 0,1         | 133        | 38         | 95         | 104                       |         | 107       | 448       | 15         |